# Mammoplasia

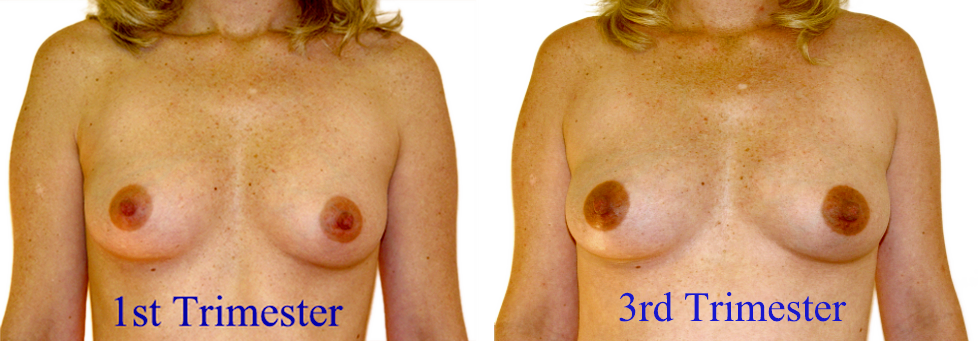
Differenza dimensionale delle mammelle tra il 1º e il 3º trimestre di gravidanza

Mammoplasia è l'aumento normale o spontaneo delle dimensioni delle mammelle.

## Fenomenologia
Essa si verifica normalmente durante la pubertà e la gravidanza nelle donne, così come durante determinati periodi del ciclo mestruale. Quando si verifica nei maschi, si chiama ginecomastia ed è considerato come una condizione patologica. Quando si verifica nelle femmine ed è estremamente eccessiva, si chiama macromastia (nota anche come gigantomastia o ipertrofia del seno) ed è similmente considerata patologica.
La mammoplasia può essere dovuta all'ingorgo mammario, che è l'aumento temporaneo delle dimensioni delle mammelle causato dalla produzione e conservazione del latte materno in associazione con l'allattamento; talvolta può essere associata a galattorrea (produzione eccessiva o inadeguata di latte). La mastodinia frequentemente si co-verifica con la mammoplasia.
Durante la fase luteale (seconda metà) del ciclo mestruale, a causa di un aumento del flusso sanguigno mammario e della ritenzione idrica premestruale causata da elevate concentrazioni di estrogeni e progesterone, le mammelle aumentano temporaneamente di dimensioni.